# Gladde streepglanskever
De gladde streepglanskever of kamillekever (Olibrus aeneus) is een keversoort uit de familie glanzende bloemkevers (Phalacridae). De wetenschappelijke naam van de soort werd in 1792 gepubliceerd door Johann Christian Fabricius.
Het is een algemene soort die voorkomt in verscheiden biotopen in het palearctisch gebied. De volwassen kevers kunnen worden waargenomen van de vroege lente tot de late herfst. De kever is tussen 2 en 2,5 mm groot.